# 1634
Portal Geschichte | Portal Biografien | Aktuelle Ereignisse | Jahreskalender | Tagesartikel

◄ |
16. Jahrhundert |
17. Jahrhundert
| 18. Jahrhundert | ►

◄ |
1600er |
1610er |
1620er |
1630er
| 1640er | 1650er | 1660er | ►

◄◄ |
◄ |
1630 |
1631 |
1632 |
1633 |
1634
| 1635 | 1636 | 1637 | 1638 | ► | ►►
Staatsoberhäupter  · Nekrolog   · Musikjahr
| Januar | Januar | Januar | Januar | Januar | Januar | Januar | Januar |
| Kw     | Mo     | Di     | Mi     | Do     | Fr     | Sa     | So     |
| ------ | ------ | ------ | ------ | ------ | ------ | ------ | ------ |
| 52     |        |        |        |        |        |        | 1      |
| 1      | 2      | 3      | 4      | 5      | 6      | 7      | 8      |
| 2      | 9      | 10     | 11     | 12     | 13     | 14     | 15     |
| 3      | 16     | 17     | 18     | 19     | 20     | 21     | 22     |
| 4      | 23     | 24     | 25     | 26     | 27     | 28     | 29     |
| 5      | 30     | 31     |        |        |        |        |        |

| Februar | Februar | Februar | Februar | Februar | Februar | Februar | Februar |
| Kw      | Mo      | Di      | Mi      | Do      | Fr      | Sa      | So      |
| ------- | ------- | ------- | ------- | ------- | ------- | ------- | ------- |
| 5       |         |         | 1       | 2       | 3       | 4       | 5       |
| 6       | 6       | 7       | 8       | 9       | 10      | 11      | 12      |
| 7       | 13      | 14      | 15      | 16      | 17      | 18      | 19      |
| 8       | 20      | 21      | 22      | 23      | 24      | 25      | 26      |
| 9       | 27      | 28      |         |         |         |         |         |

| März | März | März | März | März | März | März | März |
| Kw   | Mo   | Di   | Mi   | Do   | Fr   | Sa   | So   |
| ---- | ---- | ---- | ---- | ---- | ---- | ---- | ---- |
| 9    |      |      | 1    | 2    | 3    | 4    | 5    |
| 10   | 6    | 7    | 8    | 9    | 10   | 11   | 12   |
| 11   | 13   | 14   | 15   | 16   | 17   | 18   | 19   |
| 12   | 20   | 21   | 22   | 23   | 24   | 25   | 26   |
| 13   | 27   | 28   | 29   | 30   | 31   |      |      |

| April | April | April | April | April | April | April | April |
| Kw    | Mo    | Di    | Mi    | Do    | Fr    | Sa    | So    |
| ----- | ----- | ----- | ----- | ----- | ----- | ----- | ----- |
| 13    |       |       |       |       |       | 1     | 2     |
| 14    | 3     | 4     | 5     | 6     | 7     | 8     | 9     |
| 15    | 10    | 11    | 12    | 13    | 14    | 15    | 16    |
| 16    | 17    | 18    | 19    | 20    | 21    | 22    | 23    |
| 17    | 24    | 25    | 26    | 27    | 28    | 29    | 30    |

| Mai | Mai | Mai | Mai | Mai | Mai | Mai | Mai |
| Kw  | Mo  | Di  | Mi  | Do  | Fr  | Sa  | So  |
| --- | --- | --- | --- | --- | --- | --- | --- |
| 18  | 1   | 2   | 3   | 4   | 5   | 6   | 7   |
| 19  | 8   | 9   | 10  | 11  | 12  | 13  | 14  |
| 20  | 15  | 16  | 17  | 18  | 19  | 20  | 21  |
| 21  | 22  | 23  | 24  | 25  | 26  | 27  | 28  |
| 22  | 29  | 30  | 31  |     |     |     |     |

| Juni | Juni | Juni | Juni | Juni | Juni | Juni | Juni |
| Kw   | Mo   | Di   | Mi   | Do   | Fr   | Sa   | So   |
| ---- | ---- | ---- | ---- | ---- | ---- | ---- | ---- |
| 22   |      |      |      | 1    | 2    | 3    | 4    |
| 23   | 5    | 6    | 7    | 8    | 9    | 10   | 11   |
| 24   | 12   | 13   | 14   | 15   | 16   | 17   | 18   |
| 25   | 19   | 20   | 21   | 22   | 23   | 24   | 25   |
| 26   | 26   | 27   | 28   | 29   | 30   |      |      |

| Juli | Juli | Juli | Juli | Juli | Juli | Juli | Juli |
| Kw   | Mo   | Di   | Mi   | Do   | Fr   | Sa   | So   |
| ---- | ---- | ---- | ---- | ---- | ---- | ---- | ---- |
| 26   |      |      |      |      |      | 1    | 2    |
| 27   | 3    | 4    | 5    | 6    | 7    | 8    | 9    |
| 28   | 10   | 11   | 12   | 13   | 14   | 15   | 16   |
| 29   | 17   | 18   | 19   | 20   | 21   | 22   | 23   |
| 30   | 24   | 25   | 26   | 27   | 28   | 29   | 30   |
| 31   | 31   |      |      |      |      |      |      |

| August | August | August | August | August | August | August | August |
| Kw     | Mo     | Di     | Mi     | Do     | Fr     | Sa     | So     |
| ------ | ------ | ------ | ------ | ------ | ------ | ------ | ------ |
| 31     |        | 1      | 2      | 3      | 4      | 5      | 6      |
| 32     | 7      | 8      | 9      | 10     | 11     | 12     | 13     |
| 33     | 14     | 15     | 16     | 17     | 18     | 19     | 20     |
| 34     | 21     | 22     | 23     | 24     | 25     | 26     | 27     |
| 35     | 28     | 29     | 30     | 31     |        |        |        |

| September | September | September | September | September | September | September | September |
| Kw        | Mo        | Di        | Mi        | Do        | Fr        | Sa        | So        |
| --------- | --------- | --------- | --------- | --------- | --------- | --------- | --------- |
| 35        |           |           |           |           | 1         | 2         | 3         |
| 36        | 4         | 5         | 6         | 7         | 8         | 9         | 10        |
| 37        | 11        | 12        | 13        | 14        | 15        | 16        | 17        |
| 38        | 18        | 19        | 20        | 21        | 22        | 23        | 24        |
| 39        | 25        | 26        | 27        | 28        | 29        | 30        |           |

| Oktober | Oktober | Oktober | Oktober | Oktober | Oktober | Oktober | Oktober |
| Kw      | Mo      | Di      | Mi      | Do      | Fr      | Sa      | So      |
| ------- | ------- | ------- | ------- | ------- | ------- | ------- | ------- |
| 39      |         |         |         |         |         |         | 1       |
| 40      | 2       | 3       | 4       | 5       | 6       | 7       | 8       |
| 41      | 9       | 10      | 11      | 12      | 13      | 14      | 15      |
| 42      | 16      | 17      | 18      | 19      | 20      | 21      | 22      |
| 43      | 23      | 24      | 25      | 26      | 27      | 28      | 29      |
| 44      | 30      | 31      |         |         |         |         |         |

| November | November | November | November | November | November | November | November |
| Kw       | Mo       | Di       | Mi       | Do       | Fr       | Sa       | So       |
| -------- | -------- | -------- | -------- | -------- | -------- | -------- | -------- |
| 44       |          |          | 1        | 2        | 3        | 4        | 5        |
| 45       | 6        | 7        | 8        | 9        | 10       | 11       | 12       |
| 46       | 13       | 14       | 15       | 16       | 17       | 18       | 19       |
| 47       | 20       | 21       | 22       | 23       | 24       | 25       | 26       |
| 48       | 27       | 28       | 29       | 30       |          |          |          |

| Dezember | Dezember | Dezember | Dezember | Dezember | Dezember | Dezember | Dezember |
| Kw       | Mo       | Di       | Mi       | Do       | Fr       | Sa       | So       |
| -------- | -------- | -------- | -------- | -------- | -------- | -------- | -------- |
| 48       |          |          |          |          | 1        | 2        | 3        |
| 49       | 4        | 5        | 6        | 7        | 8        | 9        | 10       |
| 50       | 11       | 12       | 13       | 14       | 15       | 16       | 17       |
| 51       | 18       | 19       | 20       | 21       | 22       | 23       | 24       |
| 52       | 25       | 26       | 27       | 28       | 29       | 30       | 31       |

| Januar | Januar | Januar | Januar | Januar | Januar | Januar | Januar |
| Kw     | Mo     | Di     | Mi     | Do     | Fr     | Sa     | So     |
| ------ | ------ | ------ | ------ | ------ | ------ | ------ | ------ |
| 52     |        |        |        |        |        |        | 1      |
| 1      | 2      | 3      | 4      | 5      | 6      | 7      | 8      |
| 2      | 9      | 10     | 11     | 12     | 13     | 14     | 15     |
| 3      | 16     | 17     | 18     | 19     | 20     | 21     | 22     |
| 4      | 23     | 24     | 25     | 26     | 27     | 28     | 29     |
| 5      | 30     | 31     |        |        |        |        |        |

| Februar | Februar | Februar | Februar | Februar | Februar | Februar | Februar |
| Kw      | Mo      | Di      | Mi      | Do      | Fr      | Sa      | So      |
| ------- | ------- | ------- | ------- | ------- | ------- | ------- | ------- |
| 5       |         |         | 1       | 2       | 3       | 4       | 5       |
| 6       | 6       | 7       | 8       | 9       | 10      | 11      | 12      |
| 7       | 13      | 14      | 15      | 16      | 17      | 18      | 19      |
| 8       | 20      | 21      | 22      | 23      | 24      | 25      | 26      |
| 9       | 27      | 28      |         |         |         |         |         |

| März | März | März | März | März | März | März | März |
| Kw   | Mo   | Di   | Mi   | Do   | Fr   | Sa   | So   |
| ---- | ---- | ---- | ---- | ---- | ---- | ---- | ---- |
| 9    |      |      | 1    | 2    | 3    | 4    | 5    |
| 10   | 6    | 7    | 8    | 9    | 10   | 11   | 12   |
| 11   | 13   | 14   | 15   | 16   | 17   | 18   | 19   |
| 12   | 20   | 21   | 22   | 23   | 24   | 25   | 26   |
| 13   | 27   | 28   | 29   | 30   | 31   |      |      |

| April | April | April | April | April | April | April | April |
| Kw    | Mo    | Di    | Mi    | Do    | Fr    | Sa    | So    |
| ----- | ----- | ----- | ----- | ----- | ----- | ----- | ----- |
| 13    |       |       |       |       |       | 1     | 2     |
| 14    | 3     | 4     | 5     | 6     | 7     | 8     | 9     |
| 15    | 10    | 11    | 12    | 13    | 14    | 15    | 16    |
| 16    | 17    | 18    | 19    | 20    | 21    | 22    | 23    |
| 17    | 24    | 25    | 26    | 27    | 28    | 29    | 30    |

| Mai | Mai | Mai | Mai | Mai | Mai | Mai | Mai |
| Kw  | Mo  | Di  | Mi  | Do  | Fr  | Sa  | So  |
| --- | --- | --- | --- | --- | --- | --- | --- |
| 18  | 1   | 2   | 3   | 4   | 5   | 6   | 7   |
| 19  | 8   | 9   | 10  | 11  | 12  | 13  | 14  |
| 20  | 15  | 16  | 17  | 18  | 19  | 20  | 21  |
| 21  | 22  | 23  | 24  | 25  | 26  | 27  | 28  |
| 22  | 29  | 30  | 31  |     |     |     |     |

| Juni | Juni | Juni | Juni | Juni | Juni | Juni | Juni |
| Kw   | Mo   | Di   | Mi   | Do   | Fr   | Sa   | So   |
| ---- | ---- | ---- | ---- | ---- | ---- | ---- | ---- |
| 22   |      |      |      | 1    | 2    | 3    | 4    |
| 23   | 5    | 6    | 7    | 8    | 9    | 10   | 11   |
| 24   | 12   | 13   | 14   | 15   | 16   | 17   | 18   |
| 25   | 19   | 20   | 21   | 22   | 23   | 24   | 25   |
| 26   | 26   | 27   | 28   | 29   | 30   |      |      |

| Juli | Juli | Juli | Juli | Juli | Juli | Juli | Juli |
| Kw   | Mo   | Di   | Mi   | Do   | Fr   | Sa   | So   |
| ---- | ---- | ---- | ---- | ---- | ---- | ---- | ---- |
| 26   |      |      |      |      |      | 1    | 2    |
| 27   | 3    | 4    | 5    | 6    | 7    | 8    | 9    |
| 28   | 10   | 11   | 12   | 13   | 14   | 15   | 16   |
| 29   | 17   | 18   | 19   | 20   | 21   | 22   | 23   |
| 30   | 24   | 25   | 26   | 27   | 28   | 29   | 30   |
| 31   | 31   |      |      |      |      |      |      |

| August | August | August | August | August | August | August | August |
| Kw     | Mo     | Di     | Mi     | Do     | Fr     | Sa     | So     |
| ------ | ------ | ------ | ------ | ------ | ------ | ------ | ------ |
| 31     |        | 1      | 2      | 3      | 4      | 5      | 6      |
| 32     | 7      | 8      | 9      | 10     | 11     | 12     | 13     |
| 33     | 14     | 15     | 16     | 17     | 18     | 19     | 20     |
| 34     | 21     | 22     | 23     | 24     | 25     | 26     | 27     |
| 35     | 28     | 29     | 30     | 31     |        |        |        |

| September | September | September | September | September | September | September | September |
| Kw        | Mo        | Di        | Mi        | Do        | Fr        | Sa        | So        |
| --------- | --------- | --------- | --------- | --------- | --------- | --------- | --------- |
| 35        |           |           |           |           | 1         | 2         | 3         |
| 36        | 4         | 5         | 6         | 7         | 8         | 9         | 10        |
| 37        | 11        | 12        | 13        | 14        | 15        | 16        | 17        |
| 38        | 18        | 19        | 20        | 21        | 22        | 23        | 24        |
| 39        | 25        | 26        | 27        | 28        | 29        | 30        |           |

| Oktober | Oktober | Oktober | Oktober | Oktober | Oktober | Oktober | Oktober |
| Kw      | Mo      | Di      | Mi      | Do      | Fr      | Sa      | So      |
| ------- | ------- | ------- | ------- | ------- | ------- | ------- | ------- |
| 39      |         |         |         |         |         |         | 1       |
| 40      | 2       | 3       | 4       | 5       | 6       | 7       | 8       |
| 41      | 9       | 10      | 11      | 12      | 13      | 14      | 15      |
| 42      | 16      | 17      | 18      | 19      | 20      | 21      | 22      |
| 43      | 23      | 24      | 25      | 26      | 27      | 28      | 29      |
| 44      | 30      | 31      |         |         |         |         |         |

| November | November | November | November | November | November | November | November |
| Kw       | Mo       | Di       | Mi       | Do       | Fr       | Sa       | So       |
| -------- | -------- | -------- | -------- | -------- | -------- | -------- | -------- |
| 44       |          |          | 1        | 2        | 3        | 4        | 5        |
| 45       | 6        | 7        | 8        | 9        | 10       | 11       | 12       |
| 46       | 13       | 14       | 15       | 16       | 17       | 18       | 19       |
| 47       | 20       | 21       | 22       | 23       | 24       | 25       | 26       |
| 48       | 27       | 28       | 29       | 30       |          |          |          |

| Dezember | Dezember | Dezember | Dezember | Dezember | Dezember | Dezember | Dezember |
| Kw       | Mo       | Di       | Mi       | Do       | Fr       | Sa       | So       |
| -------- | -------- | -------- | -------- | -------- | -------- | -------- | -------- |
| 48       |          |          |          |          | 1        | 2        | 3        |
| 49       | 4        | 5        | 6        | 7        | 8        | 9        | 10       |
| 50       | 11       | 12       | 13       | 14       | 15       | 16       | 17       |
| 51       | 18       | 19       | 20       | 21       | 22       | 23       | 24       |
| 52       | 25       | 26       | 27       | 28       | 29       | 30       | 31       |

## Ereignisse

### Politik und Weltgeschehen

#### Dreißigjähriger Krieg
- 13. Januar: In der als Pilsener Revers bekannt werdenden Ergebenheitsadresse, die maßgeblich von den Generälen Christian von Ilow und Adam Erdmann Trčka von Lípa gefördert ist, versichert sein Offizierskorps Wallenstein die Treue. Kaiser Ferdinand II. bewertet das Bekenntnis als Hochverrat seines Generalissimus und gibt in der Folge den Auftrag zu seiner Festnahme.
- 24. Januar: Kaiser Ferdinand II. entlässt den Herzog von Friedland, Wallenstein, als Kommandeur der kaiserlichen Truppen im Dreißigjährigen Krieg. Er ist in Verdacht geraten, einen Putsch zu planen.
- 25. Februar: In der Burg von Eger werden bei einem Bankett Wallensteins Gefolgsleute Graf Trčka, Christian von Ilow, Graf Kinsky und Rittmeister Neumann ermordet. Anschließend wird auch der abgesetzte Generalissimus Albrecht von Wallenstein im Haus des Stadtkommandanten John Gordon von einer Offiziersgruppe aus dem Regiment Walter Butlers mit kaiserlicher Billigung umgebracht.
- 2. Mai: Der kaiserliche Oberst Martin Maximilian von der Goltz lässt angesichts einer kursächsischen Belagerung die noch stehenden Reste der Vorstädte der im November des Vorjahres eingenommenen Stadt Bautzen niederbrennen. Der Brand greift auch auf die Stadt selbst über, wodurch 700 Bewohner ums Leben kommen.

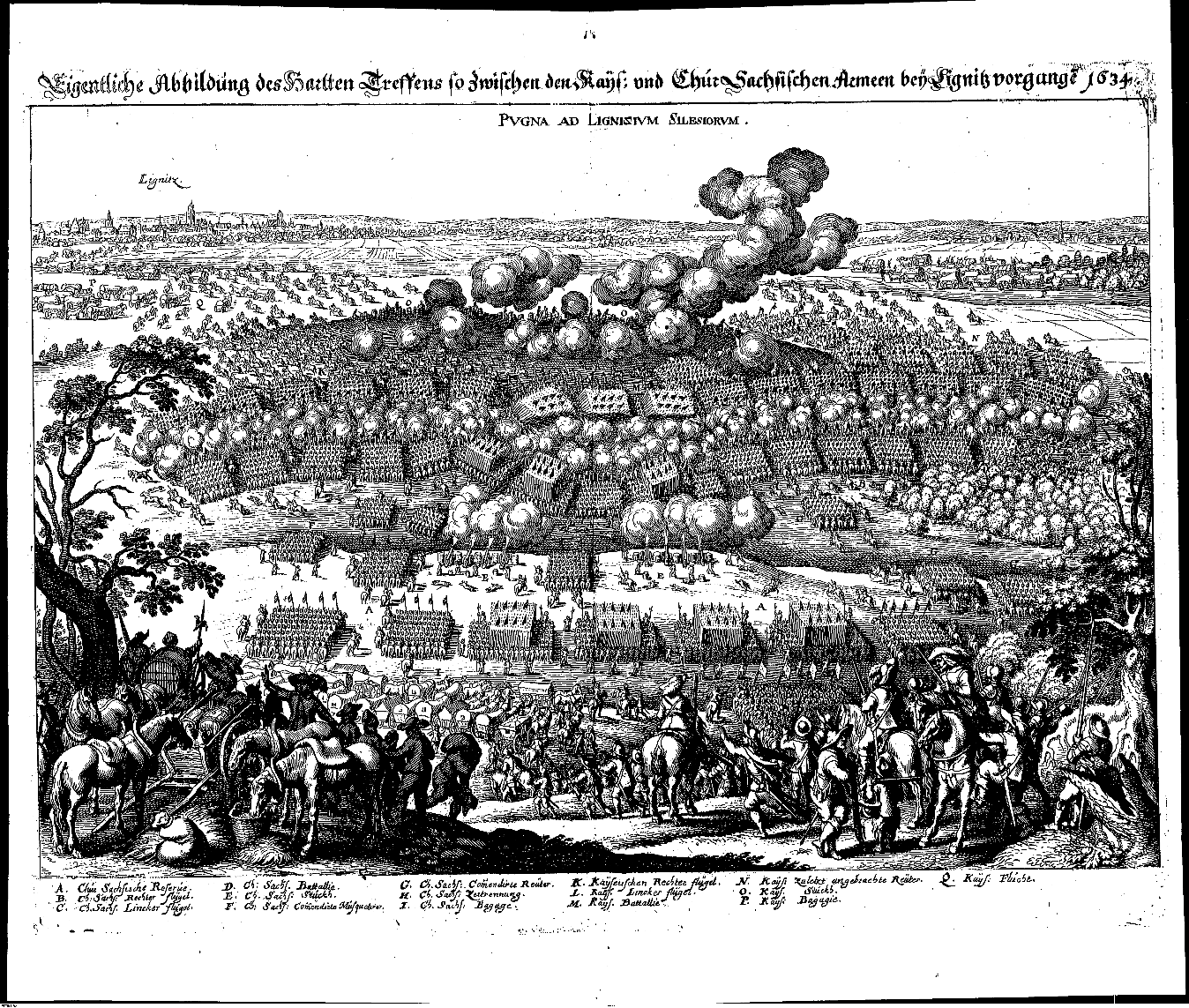
Schlacht von Liegnitz

- 13. Mai: Kursächsische Truppen unter Hans Georg von Arnim-Boitzenburg besiegen die kaiserliche Armee unter Hieronymus von Colloredo in der Schlacht von Liegnitz.
- 26. Juli: Kaiserliche Truppen erobern im Dreißigjährigen Krieg das am 14. November 1633 von der Armee Bernhard von Sachsen-Weimars eingenommene Regensburg zurück.
- 18. August bis 7. September: Die Belagerung von Nördlingen endet mit der Eroberung der mit schwedischen Garnisonen besetzten Stadt durch die katholische Liga.

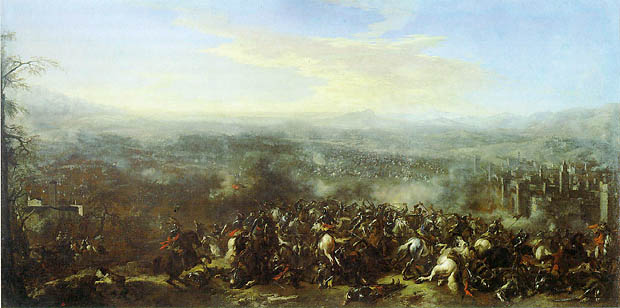
Schlacht bei Nördlingen

- 6. September: Schlacht bei Nördlingen: Die Schweden und ihre sächsischen Verbündeten erleiden bei Nördlingen eine schwere Niederlage gegen die habsburgischen Truppen. Als Folge davon räumen die Schweden Süddeutschland.
- 1. November: Der Vertrag von Paris verstrickt Frankreich endgültig in den Dreißigjährigen Krieg. Darin verpflichtet sich der französische König Ludwig XIII., der protestantischen Seite und Schweden für den religiös motivierten Machtkampf in Deutschland 12.000 Krieger zu stellen und eine Beihilfe von 500.000 Livres für die Kriegskosten zu zahlen.

#### Weitere Ereignisse in Europa
- 14. Juni: Russland und Polen-Litauen schließen einen Ewigen Frieden und beenden damit den Russisch-Polnischen Krieg. Im Großen und Ganzen wird der status quo ante bellum wiederhergestellt.
- 19. September: Der Osmanisch-Polnische Krieg endet. Der Vertrag von Chocim aus dem Jahr 1621 wird erneuert, verlängert und von beiden Seiten bestätigt.
- 19. November: Die Regimentsverfassung von 1634 wird als Grundgesetz für das Herzogtum Pommern veröffentlicht, um nach dem Aussterben des pommerschen Herzogsgeschlechts durch eine Interimsregierung die Ordnung im Lande zu gewährleisten.
- Stockholm wird offiziell zur Hauptstadt von Schweden erklärt.

#### Amerika
- 25. März: Die ersten katholischen Siedler erreichen die Kolonie Maryland. Sie gründen St. Marys City, die vierte dauerhafte englische Siedlung in Nordamerika.

### Wirtschaft
- Die Brauerei Paulaner wird in München gegründet.
- In der Tulpenmanie steigen die Preise für Tulpenzwiebeln zwischen 1634 und 1637 um das 50-fache und kollabieren schließlich wieder.

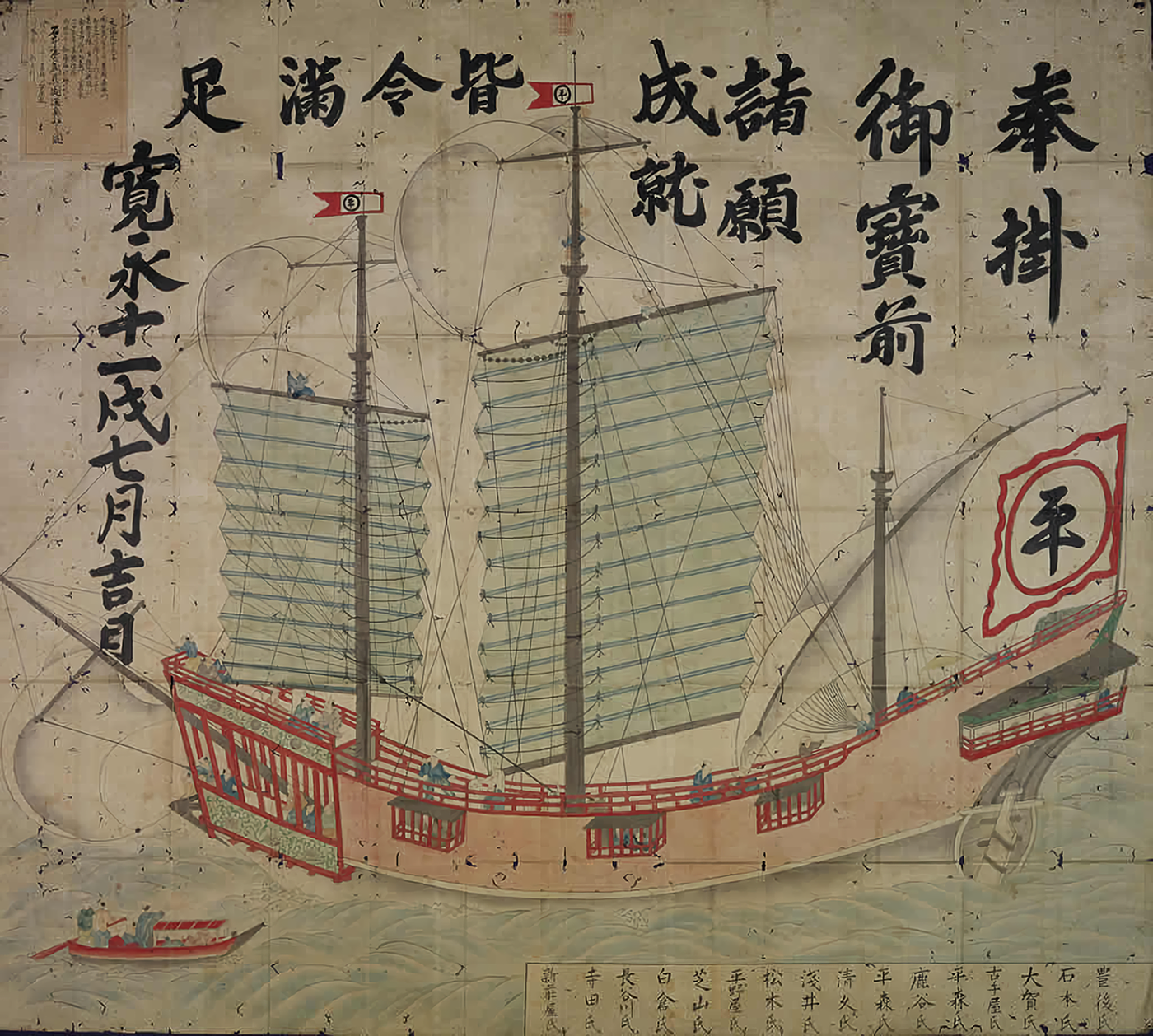
Japanisches Rotsiegel-Schiff für den Südostasien-Handel, zeitgenössische Darstellung

- Epoche des Nanban-Handels: Mit dem Verbot der Reisen nach Übersee durch das Tokugawa-Shogunat endet in Japan die Zeit des Rotsiegel-Handels.

### Kultur und Gesellschaft

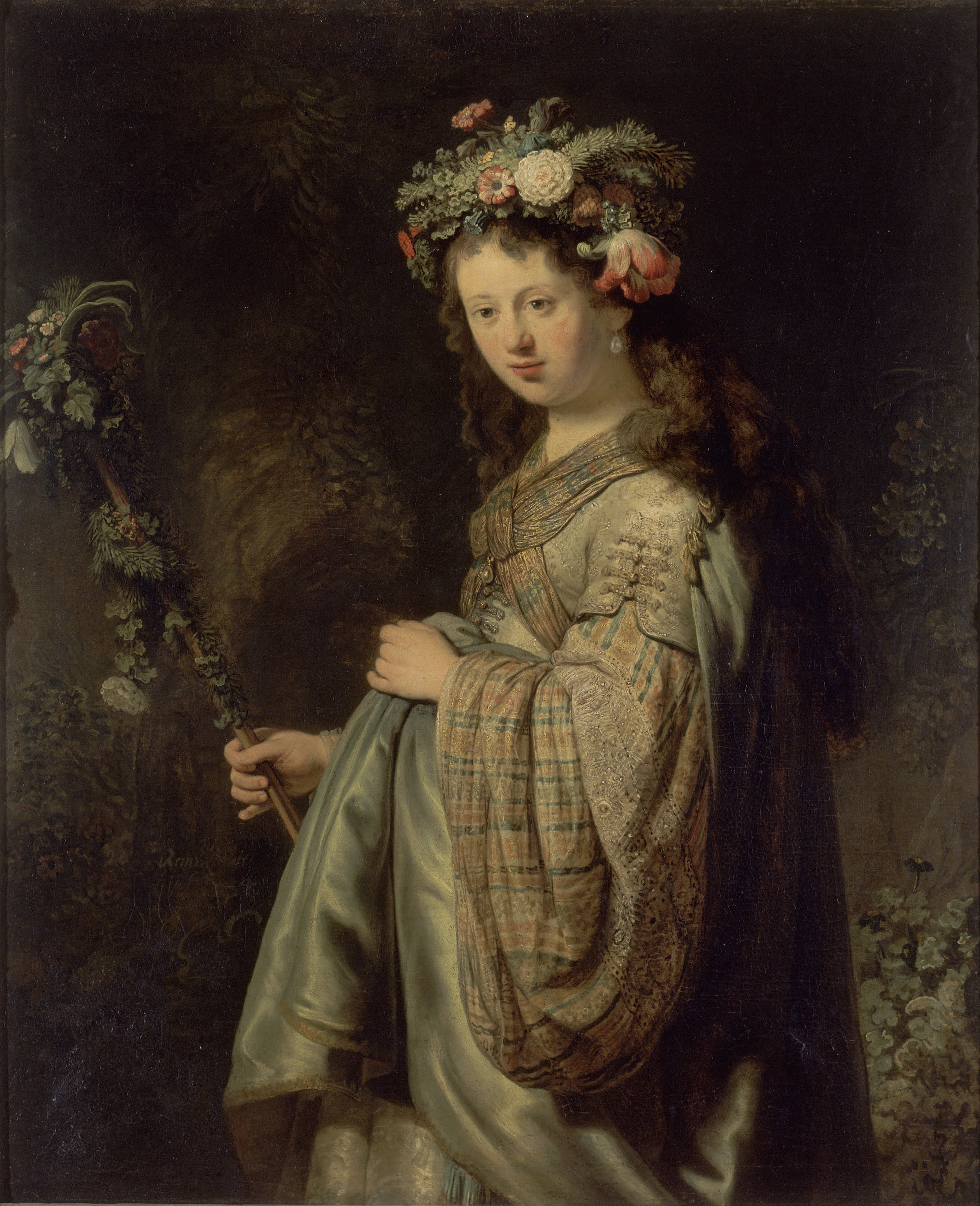
Rembrandt: Saskia als Flora

- 22. Juni: Der niederländische Maler Rembrandt van Rijn heiratet Saskia van Uylenburgh und malt im gleichen Jahr das Bild Saskia als Flora.
- Rembrandt van Rijn malt Das Bad der Diana mit Aktäon und Kallisto.
- Johannes Keplers utopische Geschichte Somnium wird postum von seinem Sohn Ludwig veröffentlicht.
- In Oberammergau werden erstmals die Passionsspiele aufgeführt.

### Religion
- 18. August: In Loudun wird der wegen Hexerei verurteilte katholische Priester Urbain Grandier auf dem Scheiterhaufen verbrannt.

Kardinal Richelieu hatte den ihm politisch unliebsamen Priester des Teufelspaktes beschuldigen lassen, was Grandier trotz Folterung bestritt.

### Katastrophen
- 11. Oktober: Große Sturmflut an der Nordsee (Burchardiflut, auch Zweite Grote Mandränke genannt). Die größte Insel des Wattenmeeres, Strand, zerbricht. Die Flut fordert etwa 10.000 Menschenleben, geschätzte 50.000 Stück Vieh gehen verloren. Die Naturkatastrophe schafft den heutigen Küstenverlauf.

## Historische Karten und Ansichten

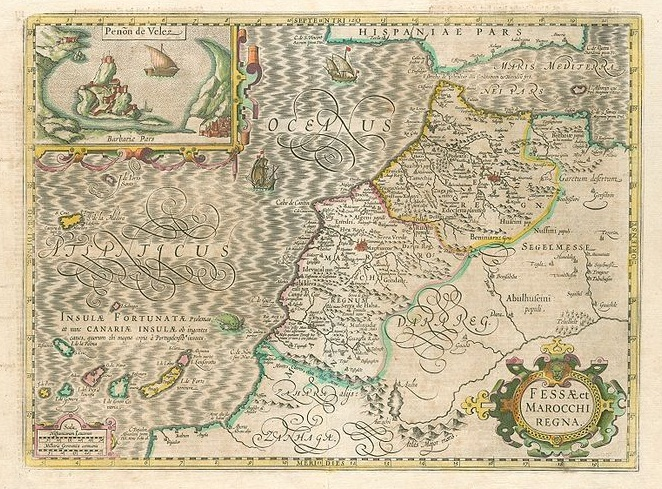
Marokko 1634

## Geboren

### Erstes Halbjahr
- 07. Januar: Adam Krieger, deutscher Komponist und Kirchenmusiker († 1666)
- 07. Januar: Sophie Eleonore von Hessen-Darmstadt, Landgräfin von Hessen-Homburg († 1663)
- 24. Januar: Paolo Amato, italienischer Architekt († 1714)
- 29. Januar: Adrian Beier der Jüngere, deutscher Jurist († 1712)
- 02. Februar: Alfonso IV. d’Este, Sohn des Herzogs Francesco I. d’Este († 1662)
- 06. Februar: Georg Christian, Fürst von Ostfriesland († 1665)
- 18. Februar: Louis Parrocel, französischer Maler († 1694)
- 000Februar: Benjamin Raule, niederländischer Reeder und kurbrandenburgischer Generalmarinedirektor († 1707)

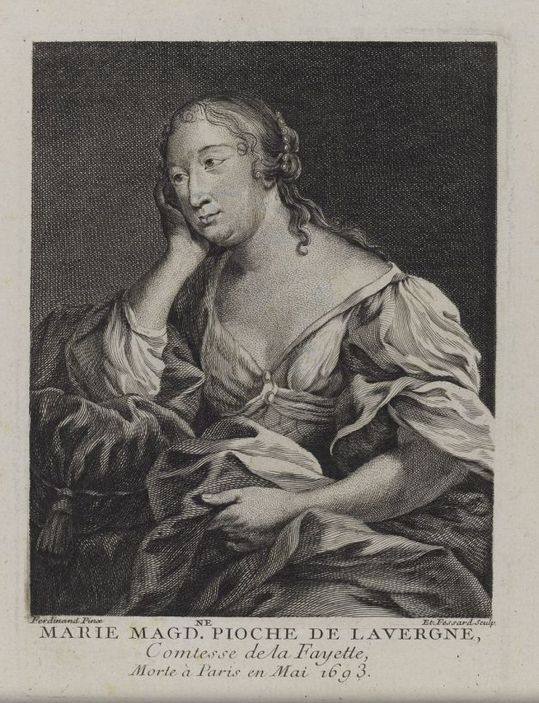
Madame de Lafayette

- 13. März: Johann Heinrich Kydt, Schweizer römisch-katholischer Geistlicher und Autor († 1691)
- 18. März: Marie-Madeleine de La Fayette, französische Schriftstellerin († 1693)
- 20. März: Balthasar Bekker, deutsch-niederländischer Theologe und Philosoph († 1698)
- 24. März: Kurt Christoph Graf von Königsmarck, schwedischer Heerführer († 1673)
- 000März: Elie Merlat, französischer evangelischer Geistlicher und Hochschullehrer († 1705)
- 07. April: Heinrich Siegel, deutscher frühkapitalistischer Unternehmer († 1671)
- 09. April: Albertine Agnes von Oranien-Nassau, Fürstin von Nassau-Diez († 1696)
- 22. April: Wolf von Lindenau, Rittergutsbesitzer und Amtshauptmann († 1710)
- 06. Juni: Marie Elisabeth von Schleswig-Holstein-Gottorf, Landgräfin von Hessen-Darmstadt († 1665)
- 08. Juni: Ludwig Gustav, Graf zu Hohenlohe-Waldenburg-Schillingsfürst († 1697)
- 18. Juni: Catherine Henriette d’Angennes, französische Kurtisane († 1714)
- 20. Juni: Karl Emanuel II., Herzog von Savoyen († 1675)
- 23. Juni: Elisabeth von Hessen-Kassel, Äbtissin des Damenstifts Herford († 1688)

### Zweites Halbjahr
- 12. Juli: Johann Georg I., Herzog von Sachsen-Eisenach († 1686)
- 18. Juli: Johannes Camphuys, Generalgouverneur von Niederländisch-Ostindien († 1695)
- 12. August: Adam Colonia, niederländischer Maler († 1685)
- 18. August: Carlos de Gurrea, Statthalter der Spanischen Niederlande und Vizekönig von Katalonien († 1692)
- 31. August: Paul Ammann, deutscher Mediziner und Botaniker († 1691)
- 16. September: Anselm Franz von Ingelheim, Erzbischof und Kurfürst von Mainz († 1695)
- 04. Oktober: Burchard Graf von Ahlefeldt, deutscher Landrat († 1695)
- 06. Oktober: Viktor I. Amadeus, Fürst von Anhalt-Bernburg († 1718)
- 17. Oktober: Simon Rettenpacher, neulateinischer Schriftsteller († 1706)

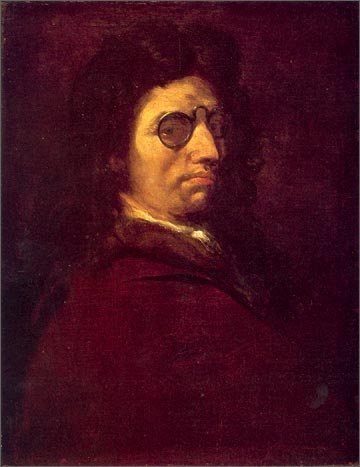
Luca Giordano

- 18. Oktober: Luca Giordano, neapolitanischer Maler und Freskant († 1705)
- 28. November: Marie Luise von Degenfeld, Raugräfin zu Pfalz († 1677)
- 13. Dezember: Martin von Cochem, deutscher Priester, Kapuziner, Volksmissionar und Autor († 1712)
- 23. Dezember: Maria Anna von Österreich, Königin und Regentin von Spanien († 1696)
- 24. Dezember: William Douglas-Hamilton, Duke of Hamilton, schottischer Adliger († 1694)

### Genaues Geburtsdatum unbekannt
- Clamor Heinrich Abel, deutscher Komponist, Violinist und Organist († 1696)
- Franz Ulrich Graf Kinsky von Wichinitz, tschechischer Diplomat und Staatsmann, oberster böhmischer Kanzler († 1699)
- Karl Ferdinand von Waldstein, k.k. Gesandter, Oberstkämmerer und Träger des Goldenen Vließ († 1702)

## Gestorben

### Todesdatum gesichert
- 14. Januar: Gómez Suárez de Figueroa, 3. Herzog von Feria, spanischer Staatsmann und Feldherr (* 1587)
- 20. Januar: Albrecht Günther, Graf von Schwarzburg-Rudolstadt (* 1582)
- 10. Februar: Caspar Pezel, deutscher Jurist, Archivar und Bibliothekar (* 1573)
- 15. Februar: Anna Maria von Ostfriesland, Herzogin zu Mecklenburg-Schwerin (* 1601)
- 25. Februar: Christian von Ilow, kaiserlicher Feldmarschall und Vertrauter Wallensteins (* 1585)
- 25. Februar: Wilhelm Graf Kinsky von Wichinitz, böhmischer Staatsmann und Diplomat (* 1574)
- 25. Februar: Adam Erdmann Trčka von Lípa, kaiserlicher General im Dreißigjährigen Krieg (* um 1599)

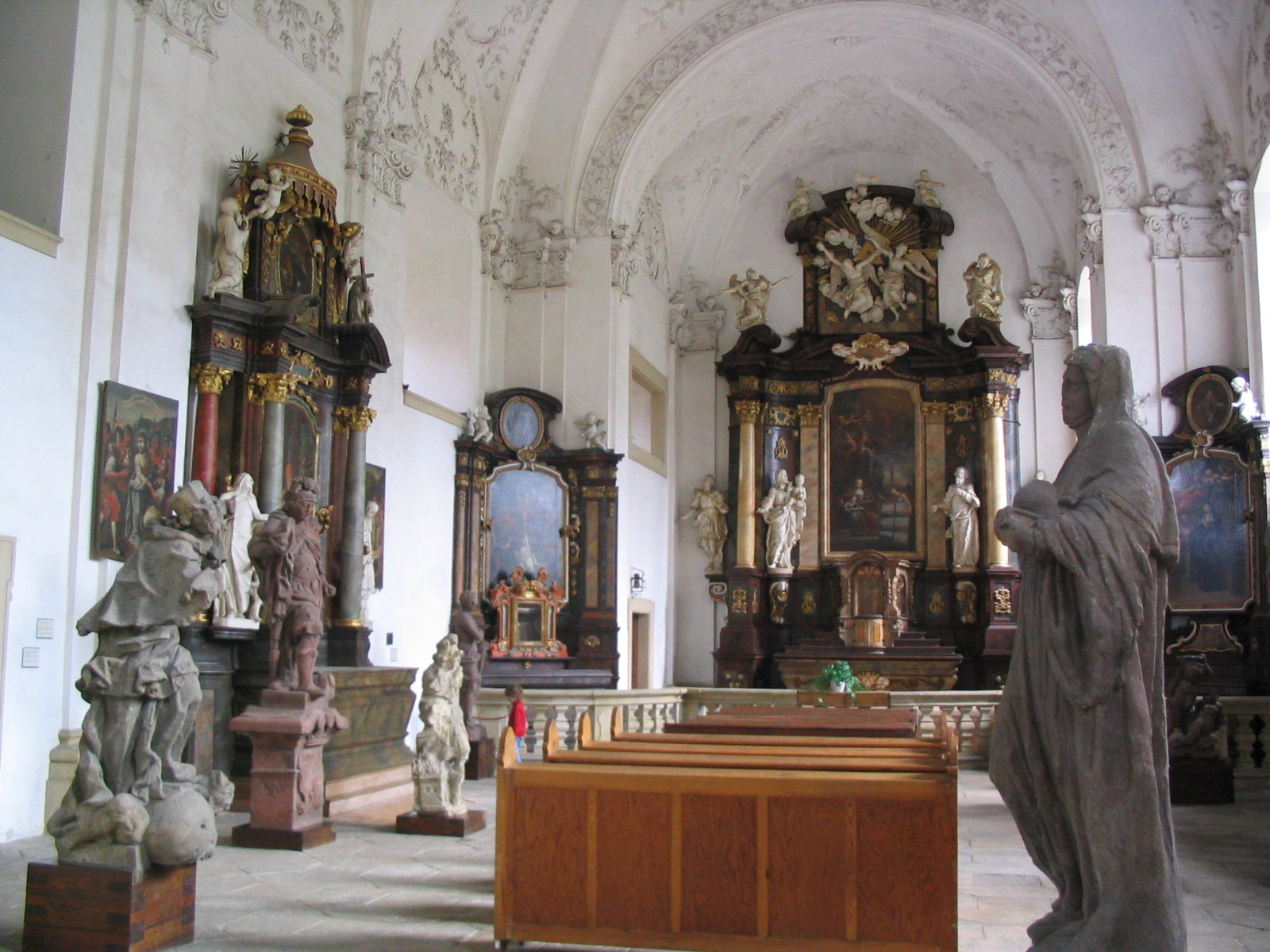
Grablege von Wallenstein: Sein Grabmal trägt die Inschrift: „Quid lucidius sole? Et hic deficiet“ („Was leuchtet heller als die Sonne? Und auch sie weicht der Finsternis.“).

- 25. Februar: Albrecht von Wallenstein, böhmischer Feldherr und Politiker, Herzog von Friedland und Sagan, Herzog zu Mecklenburg, Fürst zu Wenden, Graf von Schwerin, Herr von Rostock, Herr von Stargard und als Generalissimus zweimal Oberbefehlshaber der kaiserlichen Armee im Dreißigjährigen Krieg (* 1583)
- 20. März: Wilhelm, Landgraf von Leuchtenberg (* 1586)
- 15. Mai: Hendrick Avercamp, niederländischer Maler (* 1585)
- 15. Mai: Johann Heinrich Luz von Rizmannsdorf, Benediktiner und Abt der Abtei Niederaltaich (* nach 1550)
- 18. Mai: Benedikt von Ahlefeldt, Erbherr auf Haseldorf, Osterrade, Kluvensiek und Klosterpropst zu Uetersen (* 1593)
- 19. Mai: Ortolph Fomann der Ältere, deutscher Philosoph und Rechtswissenschaftler (* 1560)
- 20. Juni: Nicolas Ager, französischer Botaniker (* 1568)
- 27. Juni: Gottfried Reuter, deutscher Rechtswissenschaftler (* 1585)
- 22. Juli: Johann Graf von Aldringen, Feldherr der Katholischen Liga, (* 1588)
- 31. Juli: Hermann Vultejus, deutscher Jurist (* 1555)
- 03. August: Adam Philipp XI. von Cronberg, hessischer Reichsgraf und kaiserlicher Generalwachtmeister (* 1599)
- 11. August: Friedrich Ulrich, Herzog von Braunschweig und Lüneburg, Fürst von Braunschweig-Wolfenbüttel (* 1591)
- 18. August: Urbain Grandier, französischer katholischer Priester, wurde als Hexer verurteilt und auf dem Scheiterhaufen verbrannt (* 1590)
- 03. September: Edward Coke, englischer Richter und Politiker (* 1552)
- 03. September: Johann Friedrich von Schleswig-Holstein-Gottorf, Erzbischof von Bremen, Fürstbischof von Lübeck und Bischof von Verden (* 1579)
- 06. September: Friedrich III., Markgraf von Brandenburg-Ansbach (* 1616)
- 12. September: Johann Philipp Abelin, deutscher Chronist und Übersetzer (* 1600)
- 26. September: Dorothea von Anhalt-Zerbst, Fürstin von Braunschweig-Wolfenbüttel (* 1607)
- 29. September: Jan Rudolf Trčka von Lípa, kaiserlicher Rat und Statthalter von Böhmen (* 1557)
- 16. Oktober: Otto Ludwig von Salm-Kyrburg-Mörchingen, schwedischer General (* 1597)
- 21. Oktober: Otto von Preen, deutscher Jurist und Hofbeamter (* 1579)
- 31. Oktober: Erasmus Widmann, deutscher Organist und Komponist (* 1572)
- 20. November: Anna Maria zu Solms-Sonnenwalde, Gräfin von Hohenlohe-Langenburg (* 1585)
- 11. Dezember: Fadrique Álvarez de Toledo y Mendoza, spanischer Admiral (* 1580)
- 13. Dezember: Johann Suevus, deutscher Rechtswissenschaftler (* 1564)
- 14. Dezember: John Erskine, 19. Earl of Mar, schottischer Adeliger (* 1562)
- 15. Dezember: Eugenio Cajés, spanisch-italienischer Maler, Freskant, Stuckateur und Vergolder (* 1574)
- 25. Dezember: Walter Butler, Oberst im Heer Wallensteins (* um 1600)
- 25. Dezember: Lettice Knollys, Hofdame der englischen Königin Elisabeth I. (* 1543)
- 26. Dezember: Wilhelm Schmuck, deutscher Rechtswissenschaftler (* 1575)
- 29. Dezember: Johann Albert Wasa, Prinz von Polen-Litauen, Fürstbischof von Ermland und Krakau (* 1612)
- 22. Dezember: William Paddy, königlicher Arzt in England (* 1554)

### Genaues Todesdatum unbekannt
- Hernando Arias de Saavedra, spanischer Politiker und Offizier (* 1561)
- Maria Holl, deutsche Gastwirtin, Überlebende eines der letzten Hexenprozesse in Deutschland (* 1549)
- Georg Petel, deutscher Bildhauer und Schnitzer (* 1601 oder 1602)